# Gyrus orbitalis posterior
De gyrus orbitalis posterior is een hersenwinding aan het orbitale oppervlak van de frontale kwab van de grote hersenen. Aan de voorzijde wordt deze hersenwinding begrensd door de sulcus orbitalis transversus van de voorgelegen gyrus orbitalis anterior. Aan de mediale zijde loopt de ramus caudalis sulci orbitalis medialis die de grens vormt met de gyrus orbitalis medialis. Aan de laterale zijde loopt de ramus caudalis sulci orbitalis lateralis die de grens vormt met de gyrus orbitalis lateralis. Door de gyrus orbitalis posterior loopt de sulcus orbitalis posterior medialis en de sulcus orbitalis posterior lateralis.